# Travis Etienne
Travis Etienne Jr. (Jennings, 26 gennaio 1999) è un giocatore di football americano statunitense che milita nel ruolo di running back per i Jacksonville Jaguars della National Football League (NFL).

## Carriera universitaria
Etienne al college giocò a football a Clemson dal 2017 al 2020, vincendo il campionato NCAA nel 2018. In quattro stagioni stabilì il record della Atlantic Coast Conference per yard corse in carriera con 4.952, oltre che quelli per touchdown su corsa (70) e touchdown totali (78). Segnò almeno un touchdown in 46 partite su 55 disputate, stabilendo i record FBS e NCAA.

## Carriera professionistica
Etienne fu scelto come 25º assoluto nel Draft NFL 2021 dai Jacksonville Jaguars dove ritrovò il suo quarterback a Clemson Trevor Lawrence, selezionato come primo assoluto. Nella seconda gara di pre-stagione contro i New Orleans Saints subì un infortunio a un piede che richiese un intervento chirurgico, facendogli perdere tutta la sua prima stagione. Debuttò come professionista nel primo turno della stagione 2022 contro i Washington Commanders terminando con 47 yard corse e 18 su ricezione nella sconfitta. Nel settimo turno disputò la prima gara di alto livello correndo 114 yard e segnando il suo primo touchdown nella sconfitta contro i New York Giants. Nel penultimo turno giocò solo metà partita per motivi precauzionali ma riuscì a correre 108 yard, incluso un touchdown da 62 yard, nella vittoria sugli Houston Texans. La sua stagione regolare si chiuse con 1.125 yard corse e 5 marcature su corsa.
Nel suo debutto nei playoff, Etienne guidò la squadra con 109 yard corse, con i Jaguars che rimontarono uno svantaggio di 27-0 contro i Los Angeles Chargers, andando a vincere per 31-30. La settimana successiva corse 62 yard e un touchdown ma Jacksonville fu eliminata dai Kansas City Chiefs testa di serie numero uno dell'AFC e futuri campioni.
Nel quinto turno della stagione 2023, Etienne corse 132 yard e segnò due touchdown nella vittoria sui quotati Buffalo Bills nella gara giocata a Londra. Altri due li mise a referto la settimana successiva nella vittoria sugli Indianapolis Colts giungendo già a pareggiare i suoi 5 touchdown dell'anno precedente dopo sei turni.